# الیت مدل
الیت مدل مَنِیجمِنت (انگلیسی: Elite Model Management) بنگاه مدلینگ است که در سال ۱۹۷۲ در شهر پاریس تأسیس شد و بعد شعبه‌های در شهرهای نیویورک، لس آنجلس، میامی، لندن و تورنتو افتتاح کرد.
در ۲۰۰۴، بنگاه‌های واقع در شهر نیویورک، لس آنجلس، میامی و تورنتو با هم ادغام شدند و الیت مدل منیجمنت آمریکای شمالی را تشکیل دادند.